# Bryum weigelii
Bryum weigelii és una espècie de molsa de la família de les Briàcies. Als Països Catalans és comuna als Pirineus.

## Descripció
Molsa que forma gespes laxes, amb caulidis de fins a 7 centímetres d'alçada, de color verd pàl·lid a rogenc. Fil·lidis de 2 mil·límetres de llargada, de base ample i decurrent, ovatotriangulars, de punta curta, distribuïts de forma regular i espaiosament al llarg de la caulidi. Nervi percurrent i estret. Les cèl·lules de la làmina del fil·lidi són quadrades o rectangulars a la base, mentre que les apicals són ròmbiques, d'unes 30-50 × 20–25 μm, i de pared estreta. Presenta un marge biestratificat compost per una o dues fileres de cèl·lules estretes. La seta fa uns 2-6 centímetres de llarg, presenta una càpsula pèndula, periforme, de 3-4 mil·límetre de longitud i constreta per sota la boca; és de color marró i negrosa quan s'asseca. Les espores són d'unes 12-15 μm i presenten una paret papil·losa.

## Ecologia i distribució
Creix sobre roques a vora de rierols, congestes o sòls inundats de l'estatge montà i alpí. Als Països Catalans és comuna als Pirineus, per bé que no hi és present a la resta del territori.

## Galeria d'imatges

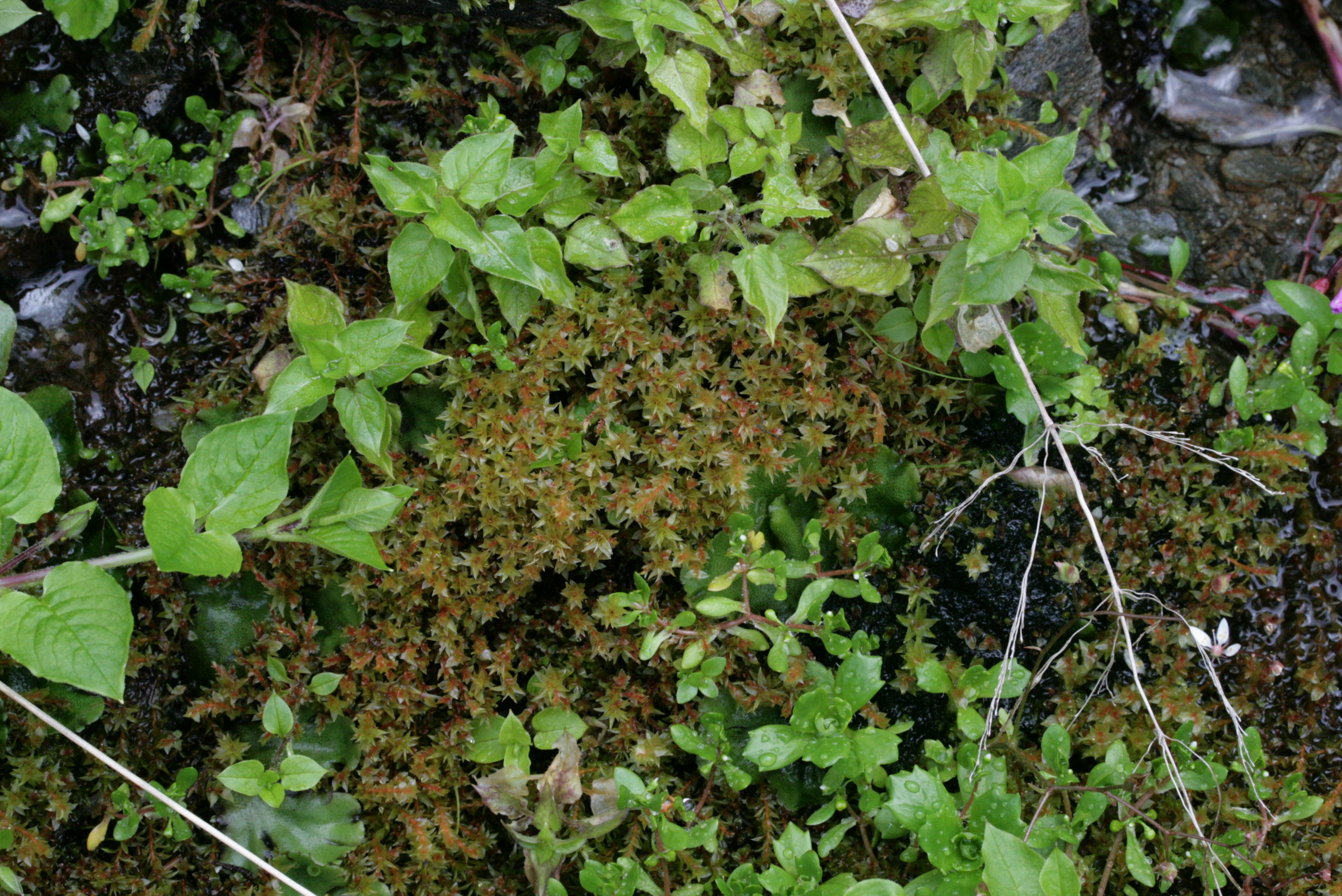
Bryum weigelii en el seu hàbitat natural
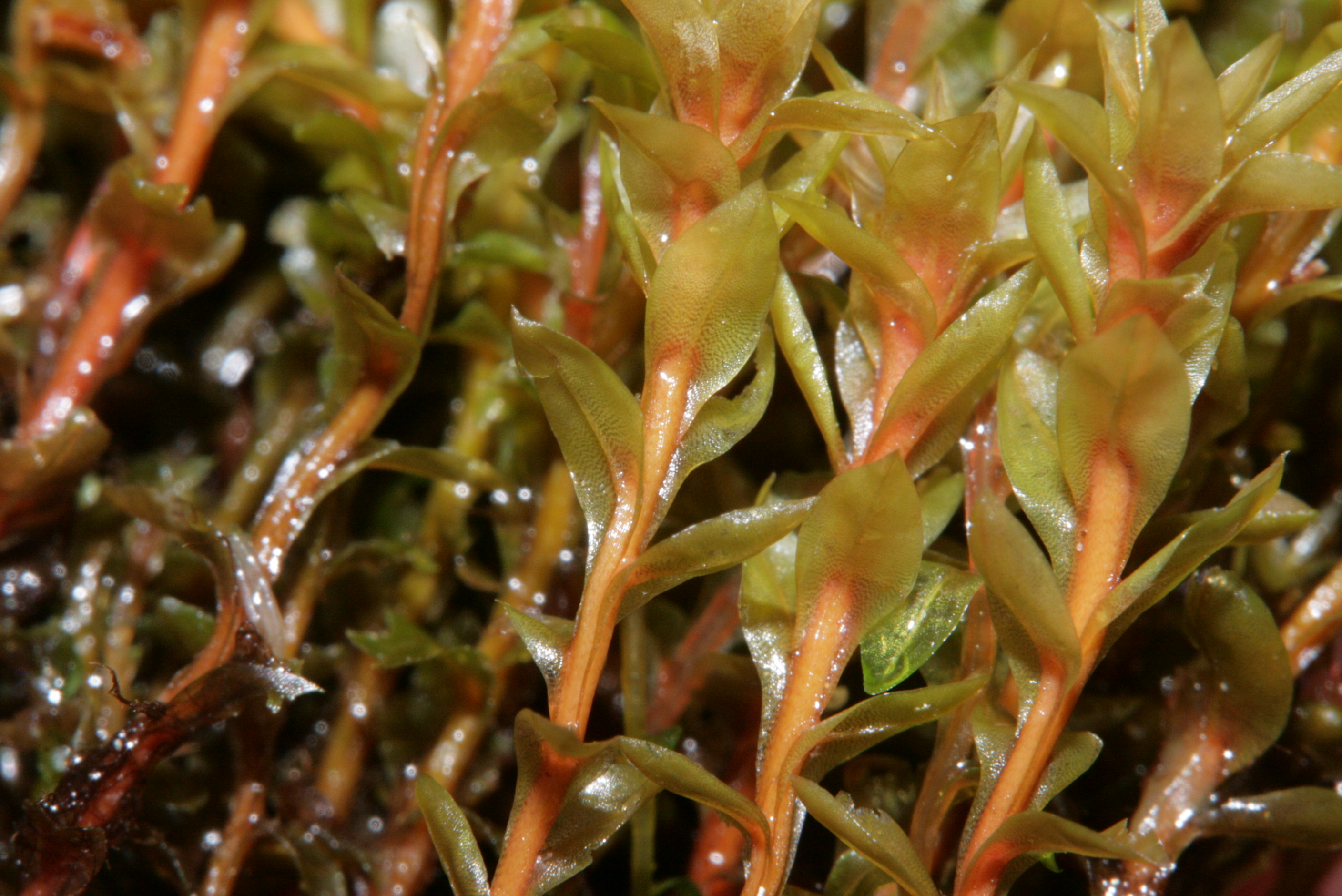
Caulidis foliats, s'observa la disposició característica dels fil·lidis, de base imbricada i distants entre ells
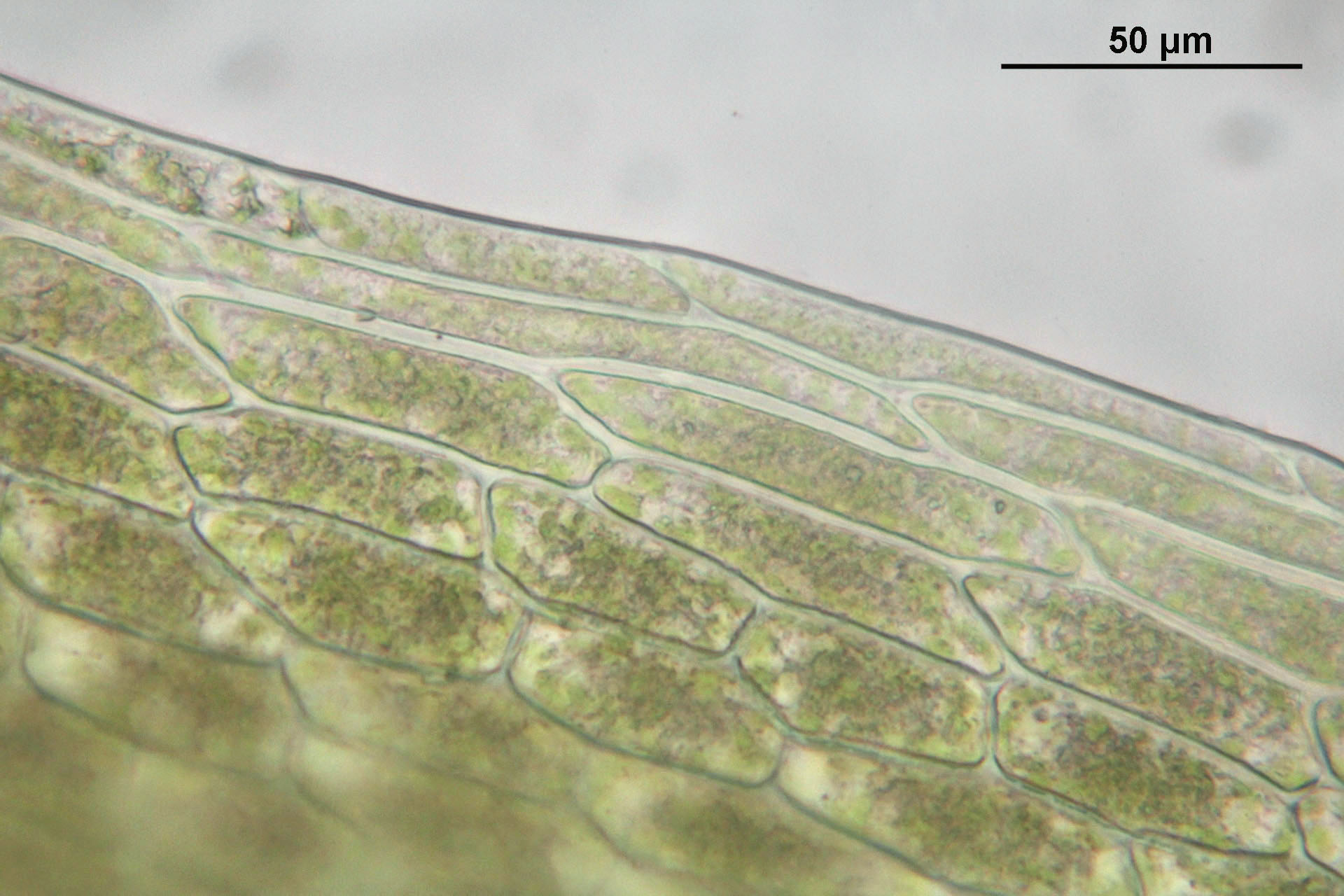
Marge del fil·lidi patent de cèl·lules estretes